# Mouscron (huyện)
Huyện Mouscron (tiếng Pháp: Arrondissement de Mouscron; tiếng Hà Lan: Arrondissement Moeskroen) là một trong bảy huyện hành chính ở tỉnh Hainaut, Bỉ. Đây không phải là huyện hành chính. Các đô thị của huyện này thuộc huyện tư pháp Tournai.

## Các đô thị
Huyện hành chính Mouscron bao gồm các đô thị sau:
- Comines-Warneton
- Mouscron